# 阿玛迪奥王子级铁甲舰
阿玛迪奥王子级铁甲舰（義大利語：Classe Principe Amedeo）是19世纪70年代到80年代为意大利皇家海军建造的一批铁甲舰。这批军舰的出现意味着意大利为了旨在组建一支强大的海军舰队而发起的造舰计划达到了高潮。本级两舰，“阿玛迪奥王子”号和“帕莱斯特罗”号铁甲舰是意大利最后一批使用木质舰体并装备帆具的铁甲舰。两舰装备有6门254（10英寸）炮，航速超过12節（22每小時；14英里每小時）。两舰入役后的服役生涯平淡无奇，大部分时间都驻扎在意大利的海外殖民地。到了19世纪80年代后期，两舰退出现役，改为港口防御司令舰。“阿玛迪奥王子”号于1895年被改装成一艘供应船，并于1910年被弃置，而“帕莱斯特罗”号在1894年至1900年期间被用作训练船，在1902年至1904年期间被弃置。

## 设计
1862年，时任意大利总理乌尔巴诺·拉塔齐及其海军部长卡洛·佩利翁·德·佩尔萨诺决定建造一支铁甲舰舰队。彼时，意大利海军已经有两艘法国建造的的强大级小型船旁列炮铁甲舰，另有两艘意大利国王级则已经向美国船厂下单。此外还有5艘在海外船厂订购的军舰中的3艘木制蒸汽巡航舰已经开始改建为装甲舰。与此同时有4艘铁甲舰在意大利国内造船厂开工建造。而这其中的两艘阿玛迪奥王子级就是意大利第一代铁甲舰中的最后两艘。本级两舰由朱塞佩·德·卢卡（Giuseppe De Luca）设计。最初计划用全木建造船体，但在完工之前被改为木制与铁甲混合的舰体设计。

### 常规特性和轮机

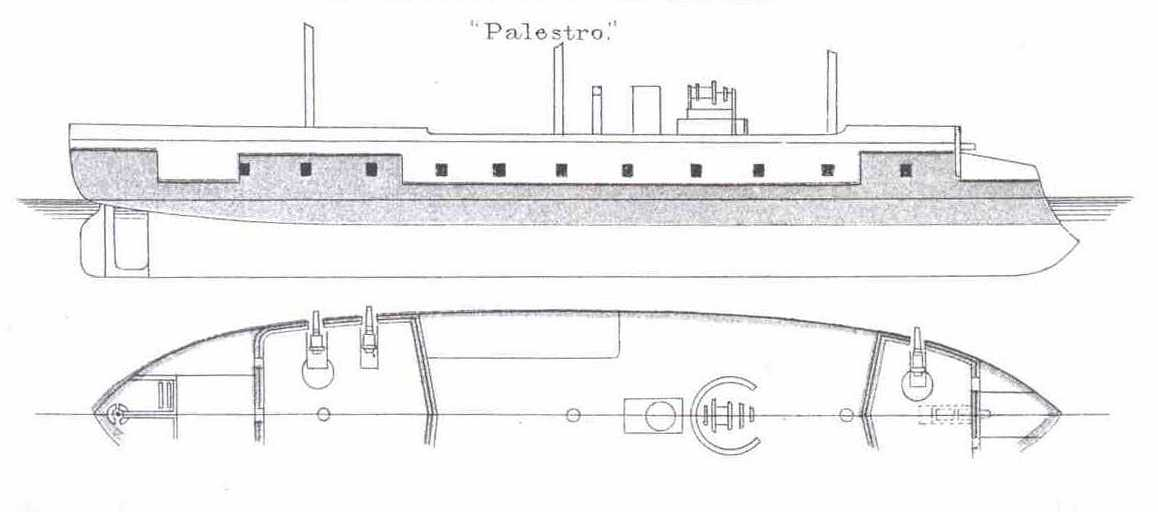
“帕莱斯特罗”号的侧视图和部分俯视图，“阿玛迪奥王子”号的10英寸炮则是被安装在同一个炮廓中

本级两舰的尺寸略有不同，“阿玛迪奥王子”号的垂标间距为79.73（261英尺7英寸）舷宽17.4（57英尺1英寸），吃水7.9（25英尺11英寸）。而“帕莱斯特罗”号舰体长则为78.82（258英尺7英寸），舷宽17.3（56英尺9英寸），吃水8（26英尺3英寸）。两舰常规排水量5,761長噸（5,853公噸），“阿玛迪奥王子”号满载排水量6,020長噸（6,120公噸），但“帕莱斯特罗”号则有6,318長噸（6,419公噸）。两舰的後傾船首水线下部装设有一具撞角。上层建筑规模较小，主要是前部的小型指挥塔组成。每舰一般配备548名官兵。
两舰的推进系统由一台单胀双缸船用蒸汽机驱动一具单螺旋桨的系统组成。蒸汽由六座燃煤圆柱形火管锅炉提供，锅炉废气集中从一根烟囱中排出。首舰的引擎输出6,117匹指示馬力（4,561千瓦特），可提供最高航速12.2節（22.6每小時；14.0英里每小時），而“帕莱斯特罗”号在同样的输出马力下最高时速为12.85節（23.80每小時；14.79英里每小時）。两舰在10節（19每小時；12英里每小時）航速下可以续航1,780海里（3,300；2,050英里）。虽然可以使用蒸汽机动力，但两舰依然装备有帆具，是为意大利建造的最后一批装备有帆具的铁甲舰。“阿玛迪奥王子”号总帆面积为36,738平方英尺（3,413.1平方），“帕莱斯特罗”号帆面积为37,361平方英尺（3,471.0平方）。

### 武器和装甲
尽管安装方案不同，“帕莱斯特罗”号和“阿玛迪奥王子”号都配备了6门254（10英寸）炮作为主炮。“阿玛迪奥王子”号上的主炮都安装在舰舯部的一座装甲堡中。“帕莱斯特罗”号则将6门炮分别安装在三座装甲堡中，第一座位于舰首，第二、三座位于舰尾。两舰还在舰首位置装备有1门279（11英寸）舰炮，作为舰首炮。在服役末期，“阿玛迪奥王子”号另外安装了6门74（2.9英寸）炮以及6挺机枪作为副炮，并安装了2具鱼雷发射管。
两舰均由221（8.7英寸）厚延伸整个舰体长度的水线装甲带防护。炮廓装设有140（5.5英寸）厚铁板防护，小型的指挥塔外装61（2.4英寸）铁质装甲板防护。

## 舰只
| 舰名                  | 建造者               | 开建      | 下水                   | 完工           |
| --------------------- | -------------------- | --------- | ---------------------- | -------------- |
| “阿玛迪奥王子”号 （Principe Amedeo） | 斯塔比亚堡皇家造船厂 | 1865年8月 | 1872年1月15日          | 1874年12月15日 |
| “帕莱斯特罗”号 （）   | 拉斯佩齐亚兵工厂     | 1865年8月 | 1871年9月30日或10月2日 | 1875年7月11日  |

## 服役记录
因为完工时间较晚，本级两舰都没有来得及参加意大利统一战争的决战阶段。建成后主要被分配驻扎在意大利海外殖民地。1880年，“帕莱斯特罗”号参加了在拉古萨附近一次迫使奥斯曼帝国遵守《柏林条约》将乌尔齐尼交还给黑山的国际海军示威活动。次年，“阿玛迪奥王子”号在飓风中与“罗马”号发生碰撞事故，但两舰都没有受到严重损坏。
在19世纪80年代后期，“阿玛迪奥王子”号和“帕莱斯特罗”号都退出了现役，分别成为拱卫塔兰托和拉马达莱娜的港口防御司令舰。1895年，“阿玛迪奥王子”号被从海军序列中除籍，留在塔兰托被用作弹药供应船，直到1910年被报废出售。“帕莱斯特罗”号被除籍后在1894年至1900年间被起用为一艘训练船，最终在1902年到1904年之间被拆解。

## 脚注

### 引文
1. ↑  李昊 (2019)，第310頁.
2. ↑  章骞 (2013)，第102頁.
3. ↑  张恩东 (2018)，第238頁.
4. ↑  袁随善 & 何志刚 (1992)，第1551頁.
5. ↑  《英汉舰船科技词汇》编辑组 (1975)，第571頁.
6. ↑  毛红梅 (2020)，第598頁.
7. ↑  Sondhaus (1994)，第11頁.
8. ↑  陈悦 (2015)，第234頁.
9. ↑  李昊 (2020)，第15頁.
10. ↑  香港城市大學中國文化中心 (2006)，第206頁.
11. ↑  馬幼垣 (2009)，第653頁.
12. ↑  Fraccaroli (1979)，第337–340頁.
13. ↑  馮小川 (2022)，第540頁.
14. 1 2 3 4 5 6 7 8 9 10 11  Fraccaroli (1979)，第340頁.
15. ↑  全国科学技术名词审定委员会 (2019)，第240頁.
16. ↑  王运 (1988)，第85頁.
17. ↑  袁随善 & 何志刚 (1992)，第333頁.
18. ↑  袁随善 & 何志刚 (1992)，第107頁.
19. ↑  Clowes (1905)，第376頁.
20. ↑  Ordovini, Petronio & Sullivan (2014)，第358頁.
21. ↑  London News (1880)，第278頁.
22. ↑   (PDF). The New York Times. 1881-11-23  [2022-10-09]. （原始内容存档 (PDF)于2022-11-06）.